# NFKBIB
El inhibidor beta de NF-kappa-beta (NFKBIB) es una proteína codificada en humanos por el gen NFKBIB.
NFKB1 o NFKB2 están unidos a REL, RELA o RELB para formar el complejo NFKB. Este complejo es inhibido por proteínas I-kappa-B (NFKBIA o NFKBIB), las cuales inactivan a NFKB secuestrándolo en el citoplasma. La fosforilación de los residuos de serina de las proteínas I-kappa-B por quinasas como IKBKA o IKBKB, las marca para ser degradadas vía ubiquitinación, permitiendo así la activación del complejo NFKB. El complejo NFKB activado se trasloca al núcleo celular y se une al ADN en motivos de unión kappa-B, tales como 5'-GGGRNNYYCC-3' o 5'-HGGARNYYCC-3' (donde H es A, C, o T; R es una purina A o G; Y es una pirimidina C o T).

## Interacciones
La proteína NFKBIB ha demostrado ser capaz de interaccionar con:
- RELA[3][4]
- Receptor X retinoide alfa[5]
- IKK2[6]